# Saint-Dionisy
Saint-Dionisy, anteriormente Saint-Dionizy, es una población y comuna francesa, en la región de Languedoc-Rosellón, departamento de Gard, en el distrito de Nimes y cantón de Sommières.

## Demografía
| 191 | 160 | 216 | 370 | 401 | 633 |
| Para los censos de 1962 a 1999 la población legal corresponde a la población sin duplicidades (Fuente: INSEE [Consultar]) |     |     |     |     |     |